# Hiranmay Sen Gupta
Hiranmay Sen Gupta (Barisal, Raj británico; 1 de agosto de 1934-Daca, Bangladés; 8 de enero de 2022) fue un físico bangladesí especializado en física nuclear. A lo largo de su carrera, que duró cinco décadas, publicó más de 200 artículos de investigación y fue nombrado miembro de la Academia de Ciencias de Bangladés en 1977.

## Biografía
Nació el 1 de agosto de 1934 en Barisal, en la entonces Presidencia de Bengala de la India británica, hijo de Suruchi Bala y Jitendra Nath Sen Gupta. Se doctoró en física nuclear en la Universidad de Londres en 1963, bajo la supervisión de Joseph Rotblat. Su tesis doctoral estudió la dispersión de partículas de Helio-3. Permaneció en el Reino Unido realizando su investigación postdoctoral en el Laboratorio de Física Nuclear de la Universidad de Oxford entre 1973 y 1976, y en el Departamento de Física de la Universidad de Birmingham entre 1981 y 1982.
Fue profesor de física en la Universidad de Daca entre 1955 y 2000, donde también fue presidente del departamento. También fue asociado principal en el Centro Internacional de Física Teórica Abdus Salam (ICTP) de Trieste entre 1982 y 1992 y profesor visitante en la Universidad de Kyushu en Fukuoka (Japón) en 1994. Se jubiló en el año 2000. En su carrera de cinco décadas, publicó más de 200 artículos de investigación y fue miembro de la Academia de Ciencias de Bangladés desde 1977. Sus intereses de investigación incluían la teoría de la materia condensada, especializada en el estudio de la dispersión elástica e inelástica. Su libro en bengalí sobre física nuclear, publicado por la Universidad de Daca, formaba parte del plan de estudios de los estudiantes de maestría y licenciatura de la universidad.
Sen Gupta falleció en Daca, en el Hospital General BIRDEM, el 8 de enero de 2022, a la edad de 87. Estaba casado y tenía dos hijos.

## Premios
- Medalla de Oro H.P. Roy (1967)
- A. Medalla de Oro Rob Chowdhury (1975)
- Medalla de Oro del Banco Sonali (1984)
- Medalla de Oro Ibrahim (1992)